# Jezuïetenkapel
De Jezuïetenkapel is een kapel in Sittard in de Nederlands Zuid-Limburgse gemeente Sittard-Geleen. De kapel staat bij de Ursulinentuin in het Ursulinenhof aan de noordrand van het stadscentrum in het voormalige buitenerf van het Ursulinenklooster.
De kapel is gewijd aan Maria.

## Geschiedenis
De kapel was een kerkhofkapel en werd gebouwd op het terrein van het Ursulinenklooster ten noorden van de ommuurde Ursulinentuin.
In 2016-2017 werd de kapel gerestaureerd en beschilderd met fresco's door Jo Havenith.

## Bouwwerk
De neogotische bakstenen kapel werd opgetrokken op een vijfzijdig plattegrond onder een zadeldak met leien. De frontgevel is een puntgevel met schouderstukken op een verbrede aanzet en op de top een siersteen. Aan de zijkanten van de frontgevel zijn steunberen geplaatst. In de frontgevel bevindt zich de spitsboogvormige toegang van de kapel die wordt afgesloten met een smeedijzeren hek.
Van binnen is de kapel gestuukt en is er op de wand een kleurrijke schildering aangebracht. Vroeger bevond zich tegen de achterwand een gedenksteen waarop de namen stonden van overleden jezuïeten, maar is met de restauratie naar de vloer verplaatst.